# Grupo Desportivo Torre de Moncorvo
Le Grupo Desportivo Torre de Moncorvo est un club de football portugais basé à Torre de Moncorvo dans le nord du Portugal.